# Oliver Madox Hueffer
 (mai 2023).
La mise en forme du texte ne suit pas les recommandations de Wikipédia : il faut le « wikifier ».
Les points d'amélioration suivants sont les cas les plus fréquents. Le détail des points à revoir est peut-être précisé sur la page de discussion.
- Les titres sont pré-formatés par le logiciel. Ils ne sont ni en capitales, ni en gras.
- Le texte ne doit pas être écrit en capitales (les noms de famille non plus), ni en gras, ni en italique, ni en « petit »…
- Le gras n'est utilisé que pour surligner le titre de l'article dans l'introduction, une seule fois.
- L'italique est rarement utilisé : mots en langue étrangère, titres d'œuvres, noms de bateaux, etc.
- Les citations ne sont pas en italique mais en corps de texte normal. Elles sont entourées par des guillemets français : « et ».
- Les listes à puces sont à éviter, des paragraphes rédigés étant largement préférés. Les tableaux sont à réserver à la présentation de données structurées (résultats, etc.).
- Les appels de note de bas de page (petits chiffres en exposant, introduits par l'outil «  Source ») sont à placer entre la fin de phrase et le point final[comme ça].
- Les liens internes (vers d'autres articles de Wikipédia) sont à choisir avec parcimonie. Créez des liens vers des articles approfondissant le sujet. Les termes génériques sans rapport avec le sujet sont à éviter, ainsi que les répétitions de liens vers un même terme.
- Les liens externes sont à placer uniquement dans une section « Liens externes », à la fin de l'article. Ces liens sont à choisir avec parcimonie suivant les règles définies. Si un lien sert de source à l'article, son insertion dans le texte est à faire par les notes de bas de page.
- La présentation des références doit suivre les conventions bibliographiques. Il est recommandé d'utiliser les modèles {{Ouvrage}}, {{Chapitre}}, {{Article}}, {{Lien web}} et/ou {{Bibliographie}}. Le mode d'édition visuel peut mettre en forme automatiquement les références.
- Insérer une infobox (cadre d'informations à droite) n'est pas obligatoire pour parachever la mise en page.

Pour une aide détaillée, merci de consulter Aide:Wikification.
Si vous pensez que ces points ont été résolus, vous pouvez retirer ce bandeau et améliorer la mise en forme d'un autre article.
Oliver Madox Hueffer (né Oliver Franz Hueffer ; 1877 - 22 juin 1931), est un auteur, dramaturge et correspondant de guerre.

## Biographie
Heuffer est né en 1877 dans le Surrey de Catherine Madox Brown, une artiste, et de Francis Hueffer, un critique musical et librettiste germano-anglais. Son frère est l'écrivain Ford Madox Ford (né Ford Madox Heuffer) et sa sœur la traductrice et écrivaine anglaise Juliet Soskice (née Hueffer). Le peintre préraphaélite Ford Madox Brown est son grand-père maternel.
Hueffner est diplômé de l'University College School, à Londres, puis poursuit des études universitaires dans plusieurs institutions européennes.
Alors qu'il est à la recherche d'un emploi lors de sa première visite à New York, il écrit une chronique, "Un vagabond à New York", publiée dans Truth. Ces écrits rassemblés aboutissent à son livre de 1913 du même titre, publié par la John Lane Company. Il y raconte son existence précaire et picaresque vivant dans les espaces publics d'une ville inconnue, ne trouvant, en raison de son accent "provincial" et de sa phraséologie anglaise, aucune proposition dans l'écriture et seulement des emplois sans avenir, notamment barman, charcuterie. assistant et sideshow " fakir ". Il raconte que son voyage de retour en Angleterre l'a vu voyager dans l'entrepont, mettant du charbon dans la chaudière sur le bateau à vapeur qui le ramène chez lui.
Alors qu'il couvre la révolution mexicaine pour le Daily Express, il aurait été "exécuté et enterré" en 1910 pour avoir espionné au nom des Américains, ayant été traduit en cour martiale et condamné à mort. L'intervention britannique le trouve en toute sécurité hors du pays[incompréhensible]. 
Pendant dix ans, il est le critique musical du Times.
En tout, il a résidé dans cinq grandes villes : Londres, Paris, Berlin, Rome et New York, lui fournissant une grande partie de la matière première de ses livres et pièces de théâtre.

## Livres

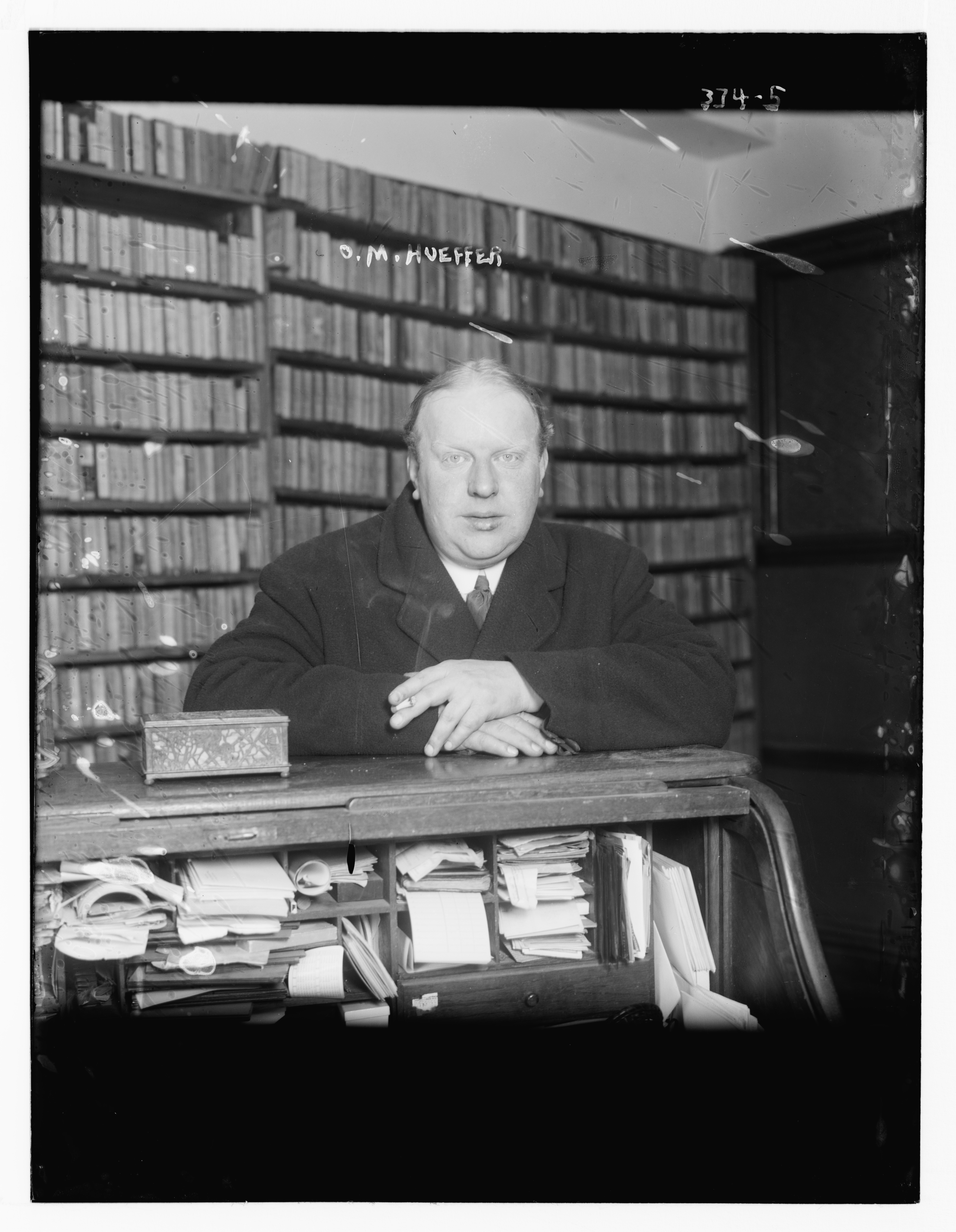
Olivier Madox Hueffer

- French France (1929) commentaire culturel
- Some of the English (1930)
- Monographs on Various Eighteenth-Century Painters
- The Artistic Temperament
- Marjorie Pigeon
- The Pasque Flower

## Pièces
- The Lord of Latimer Street (1907)
- Fine Feathers
- The Pilgrim
- A Scarecrow Emperor
- Down Stream